# 129962 Williamverts
129962 Williamverts è un asteroide della fascia principale. Scoperto nel 1999, presenta un'orbita caratterizzata da un semiasse maggiore pari a 2,4149926 UA e da un'eccentricità di 0,1618324, inclinata di 5,68158° rispetto all'eclittica.